# Impress
O Impress é um software multi-plataforma (Windows, Linux, Mac OS X, Solaris) que é destinado a produzir apresentações de código aberto, desenvolvido pela The Document Foundation. Também é distribuído gratuitamente nos pacotes OpenOffice.org, LibreOffice e NeoOffice, sem modelos prontos ou cliparts — que, no entanto, podem ser obtidos através da Open Clip Art Library. É compatível com outros programas similares como o Microsoft PowerPoint e o Corel Presentations.
A extensão de arquivo padrão que esse aplicativo grava suas apresentações é o .ODP (OpenDocument Presentation), que seria o equivalente ao .PPTX do PowerPoint. Inclusive o Impress consegue trabalhar com os arquivos do PowerPoint. O editor de apresentações da Microsoft consegue ler também os arquivos com extensão .ODP.
As principais características distintivas do Impress dentro dos demais softwares do gênero é a possibilidade de exportar nativamente as apresentações em Flash e em PDF, dispensando o uso de visualizadores específicos para máquinas sem o Impress instalado. 
Possui uma ampla gama de efeitos especiais de transição de slides e composição de imagens. Porém, em algumas placas de vídeo, é necessário que a aceleração de vídeo esteja desabilitada para que esses efeitos funcionem da maneira esperada.